# Andromeda (seriál)
Andromeda je kanadsko-americký televizní seriál, jehož tvůrcem je Gene Roddenberry, otec Star Treku. Seriál měl svou premiéru 2. října 2000 a poslední díl byl odvysílán 13. května 2005. Bylo natočeno celkem 5 sérií, každá po 22 epizodách. V České republice byla Andromeda premiérově vysílána televizí Nova, později kabelovou AXN.
Seriál byl natočen ve Vancouveru v Britské Kolumbii v Kanadě a byl postprodukován ve společnostech Tribune Entertainment a Fireworks Entertainment.

## Děj
V  tři tisíce let vzdálené budoucnosti lidstvo úspěšně kolonizovalo velké množství planet a vesmírných habitatů, prostřednictvím genetických manipulací se rozdělilo do několika poddruhů a navázalo kontakt s mnoha mimozemskými civilizacemi. Všichni spolu žijí v míru a prosperitě, sdruženi v demokratickém Společenství systémů, které se rozpíná přes šest galaxií. Tedy až na záhadnou rasu Magogů, kteří do prostoru ovládaného Společenstvím přišli poměrně nedávno neznámo odkud, a zdá se, že je nezajímá nic jiného než ničení, plenění a vraždění.
Právě útoky Magogů a podle jejich názoru nedostatečně razantní postup Společenství vůči této hrozbě se pro Nietzscheány, jeden z poddruhů lidstva, stane záminkou k vyvolání povstání s cílem rozbít Společenství a zmocnit se vlády nad známým vesmírem. Jako první se do nietzscheánské pasti chytí vojenská loď Společenství Andromeda stoupající pod velením kapitána Dylana Hunta. Zrada Huntova nejlepšího přítele, nietzscheánského prvního důstojníka Gaherise Rhada, málem způsobí zničení lodi. Během boje se však Andromeda, jejíž posádka až na kapitána již opustila poškozenou loď v únikových modulech, dostane do gravitačního pole černé díry a uvázne na horizontu událostí, zamrzlá v čase.
Teprve po 300 letech ji odtud vysvobodí skupinka dobrodruhů z malé lodi Eureka Maru, mající v plánu Andromedu zabrat pro sebe a výhodně zpeněžit. Kapitán Hunt se ocitá ve vesmíru, který se od toho, jejž znal, velmi liší. Společenství bylo již před staletími rozvráceno, rozsáhlá území byla porobena Nietzscheány, mnoho planet zničeno nájezdy krvelačných Magogů, všude panuje chaos, násilí a bezpráví. Dylan Hunt se společně se svými zachránci, kteří se stanou novou posádkou Andromedy, rozhodne udělat vše, co bude v jejich silách, aby obnovili padlé Společenství systémů a zavedli ve třech galaxiích opět zákon a pořádek.

## Loď a vtělení
Andromeda je řízena umělou inteligencí. Android, který je jejím fyzickým vtělením, je nazýván zdrobnělinou ze slova Andromeda: Rommie (Lexa Doig). Loď je vybavena technologií pro pohyb rychlejší než světlo a to pomocí vířivého proudu (slipstream).

### Posádka
Posádku lodi dále tvoří její původní kapitán Dylan Hunt (Kevin Sorbo), Rebeka Valentine zvaná Beka (Lisa Ryder) – kapitánka lodi Eureka Maru, Seamus Zelazny Harper (Gordon Michael Woolvett) – skvělý vědec a technik, Tyr Anasazi (Keith Hamilton Cobb) – nietzscheanský žoldák a Trance Gemini (Laura Bertram) – záhadná mimozemšťanka.

### Základní informace o plavidle
- Sériové číslo lodi: XMC-10-182
- Vojenské zařazení: těžký křižník
- Pod velením kapitána Dylana Hunta od roku 9781 do „současnosti“